# Konec druge svetovne vojne v Evropi
V začetku maja 1945 so se v Evropi zgodil zadnje bitke na evropskih bojiščih v drugi svetovni vojni, sledila je popolna predaja nacistične Nemčije zaveznikom. Po samomoru nemškega kanclerja Adolfa Hitlerja in predaji oblasti nemškemu admiralu Karlu Dönitzu maja 1945 so sovjetske čete zavzele Berlin in sprejele nemško predajo pod vodstvom admirala Dönitza. Zadnji spopadi in predaja nemških sil drugod po Evropi so se zgodili 12. maja, približno 4 dni po uradni predaji Nemčije zaveznikom.           

## Zadnji vojaški dogodki druge svetovne vojne v Evropi

### April 1945
- Dachauski vlak smrti je sestavljalo skoraj štirideset vagonov s trupli med 2.000 in 3.000 zaporniki, ki so bili 7. aprila 1945 evakuirani iz Buchenwalda.16. april - Začetek sovjetske onfezive na reki Odri

- 19. april - Sovjetski preboj na fronti Oderi

- 22. april - Nemški diktator Adolf Hitler ugotovi, da Steinerjevega napada ni mogoče izvesti za obrambo Berlina in je tako poraz neizbežen. Hitler zato napove, da bo v Berlinu ostal do konca bitke, nato pa se bo ubil.

- 25. april - Sovjetske in ameriške enote se srečajo na bregovih reke Labe blizu Torgaua ter zavzamejo območja, ki jih še vedno nadzorujejo nemške sile. Prvi enoti, ki vzpostavita takšen stik, sta 69. pehotna divizija Združenih držav Amerike iz prve armade (ameriška 1. armada) in sovjetska 58. gardijska divizija iz 5. gardijske armade.
  - Začetek sovjetskega napada na Berlin
  - Italijanski diktator Benito Mussolini zapusti Milano in se odpravi proti Švici.

- 26. april - Nemške sile izročijo izgnanega francoskega maršala Philippa Pétaina, bivšega predsednika razpuščene Vichyjske vlade, nazaj v Francijo. Več drugih članov Vichyjske vlade pobegne v Italijo in Španijo.

- 27. april - Zavezniške sile zavzamejo Milano
  - Italijanski partizani ujamejo Mussolinija, ki z nemškim vozilom poskuša prečkati italijansko mejo v Švico.

- 28. april - Mussolinija in več drugih ujetih fašistov, pripeljejo na kmetijo v Dongo, kjer jih usmrtijo. Po usmrtitvi njihova trupla odpeljejo nazaj v Milano, kjer jih obesijo na droge na bencinski črpalki.

- 29. april - Hitler prejme obvestilo, da je bil Mussolini ujet in usmrčen. Hitler s tem dokončno sprejme odločitev, da stori samomor, da se s tem izogne ujetju Rdeče armade.

- 30. april - Hitler v svojem berlinskem bunkerju, skupaj z svojo ženo Evo Braun, stori samomor. Njuna trupla odpeljalo na vrt pred bunker, kjer jih z bencinom zažgejo ter pokopljejo posmrtne ostanku trupel. Joseph Goebbels prevzame položaj kanclerja, Karl Dönitz pa položaj predsednika Tretjega rajha.

### Maj 1945
- Prve novice o Hitlerjevi smrti, objavljene 2. maja 1945.1. maj - V Italiji general SS Karl Wolff in vrhovni poveljnik 10. nemške armade general Heinrich von Vietinghoff začneta tajna pogajanja z zahodnimi zavezniki (pogovori so se sicer začeli že marca 1945 v Švici med operacijo Sunrise). Z zahodnimi zavezniki si želijo skleniti ločen mir. Toda Sovjetska zveza zahteva, da vse nemške oborožene sile v Italiji prenehajo s sovražnostjo, in prosi, da podpišejo listino o predaji, ki naroča brezpogojno predajo naslednji dan.
  - Joseph Goebbels, skupaj z svojo družino, v berlinskem bunkerju stori samomor. Njihova trupla prav tako sežgejo pred bunkerjem, posmrtne ostanke trupel pa pokopajo. Položaj kanclerja prevzame Ludwig von Krosigk, admiral Dönitz pa prevzame vodenje pogajanj o predaji.

- 2. maj - General Hans Krebs v berlinskem bunkerju stori samomor, vendar pa njegovega trupla ne sežgejo. 
  - Bitka za Berlin se konča. Topniški general Helmut Weidling, poveljnik obrambne cone prestolnice Tretjega rajha, zagotovi brezpogojno predajo nemške vojske sovjetskemu generalu Vasiliju Čujkovu.
  - častnika, ki poveljujeta dvema armadnima skupinama, nameščeni severno od Berlina, general Kurt von Tippelskirch, poveljnik 35., in general Hasso von Manteuffel, poveljnik 3. tankovske armade, predstavita predajo zahodnim silam.

- 3. maj - RAF potopi nemške bojne ladje Cap Arcona, Thielbek in Deutschland IV, zasidrane v zalivu Lübeck, z več kot 7000 deportiranimi ljudmi na krovu.

- 4. maj - Na lüneburškem vresišču, regiji med mesti Hamburg, Hannover in Bremen, britanski maršal Montgomery sprejeme brezpogojno predajo, ki jo predstavita generala Hans-George von Friedeburga in Hans Kinzel.
  - Admiral Karl Dönitz razglasi, da je vojne v Evropi konec.

- 5. maj - Dönitz ukažem vsem nemškim U-podmornicam, da naj prenehajo z vojaškimi operacijami in se vrnejo v svoje baze. 
  - Na Češkem general Hermann Foertsch ob 14:30 ameriškemu generalu Jacobu L. Deversu, poveljniku 6. ameriške vojaške skupine, predstavi predajo vseh svojih sil med češkimi gorami in reko Inn .
  - Na Nizozemskem se general Johannes Blaskowitz, vrhovni poveljnik nemških čet, ob 16:00 preda kanadskemu generalu Charlesu Foulkesu v majhnem nizozemskem mestu Wageningen.
  - V Dresdnu poveljnik Martin Mutschmann izvede obsežno nemško ofenzivo na vzhodni fronti, vendar ga dva dni pozneje sovjetske čete ujamejo med poskusom pobega.

- 6. maj - V Breslauu, mestu, ki je bilo več mesecev okupirano, se general Hermann Niehoff ob 18:00 uri preda sovjetskim četam.
  - V Reims ob 18:30 prispe general Alfred Jodl in po Dönitzovih navodilih ponudi predajo vseh nemških bojnih sil na zahodu zaveznikom. Jodl pošlje sporočilo Dönitzu, ki je takrat v Flensburgu, in ga obvesti o Eisenhowerjevem položaju. Slednji zagrozi, da bo prekinil vsa pogajanja, če se Nemci ne bodo strinjali z vsemi postavljenimi pogoji (to je povsem enak položaj, kot ga je von Friedeburg doživel na začetku pogovorov z Montgomeryjem). Kmalu zatem Dönitz, soočen z zahtevami zaveznikov, sprejme pogoje in ukaže Jodlu, da podpiše popolno predajo vseh nemških sil.

- 7. maj - Ob 2:41 vrhovni poveljnik nemških oboroženih sil general Alfred Jodl na sedežu vrhovnega poveljstva zavezniških ekspedicijskih sil v Reimsu podpiše brezpogojno kapitulacijo nacistične Nemčije, s katerimi prizna brezpogojno predajo vseh nemških sil in pove: »Vse sile pod nemškim poveljstvom v Srednji Evropi morajo prenehati z aktivnim delovanjem do 23:01 ure 8. maja 1945«.

- Keitel med podpisovanjem nemške predaje 8. maja 1945.8. maj - Ob 23:01 nemški maršal Wilhelm Keitel kot načelnik generalštaba Oberkommando der Wehrmacht, general Hans-Jürgen Stumpff kot predstavnik Luftwaffe in admiral Hans-Georg von Friedeburg kot vrhovni poveljnik Kriegsmarine, podpišejo dokument o predaji, v navzočnosti generala Georgija Žukova v imenu vrhovnega poveljstva Rdeče armade, ameriškega generala Carla Spaatza, poveljnika strateških letalskih sil Združenih držav, maršala Arthurja Tedderja, delegata vrhovnega poveljnika zavezniške ekspedicijske sile in generala Jeana de Lattre de Tassignyja, poveljnika 1. francoske armade. S tem se Nacistična Nemčija preda zaveznikom in konča se druga svetovna vojna v Evropi.

V Združenih državah Amerike, Združenemu Kraljestvu in Franciji 8. maj razglasijo za dan zmage in organizirajo številne proslave. Sovjetska zveza razglasi za dan zmage 9. maj, ker je bil čas v Sovjetski zvezi, ob podpisu nemške predaje, 00:16 9. maja. 23. maja 1945 Nacistična Nemčija dokončno razpade, njeno ozemlje pa okupirajo in zavzamejo Sovjetska zveza, Združene države Amerike, Združeno Kraljestvo in Francija. 